# Master of Business Administration
Der Master of Business Administration (MBA) oder der Executive Master of Business Administration (EMBA) sind ein postgraduales Management-Studium, das alle wesentlichen Managementfunktionen abdecken soll. MBA oder EMBA sind auch die Bezeichnungen für den durch dieses Studium erworbenen akademischen Grad. Seit ca. 2009 haben sich unter den Etiketten MBA oder EMBA zahlreiche moderate Spezialisierungen entwickelt, die auch von den Akkreditierungsagenturen anerkannt werden.

## Geschichte
Eine Master of Commercial Science genannte Vorform des MBA wurde erstmals im Jahr 1902 an der Tuck School des Dartmouth College in Hanover (New Hampshire, USA) verliehen. Die Harvard University war 1921 die zweite Hochschule, die ein solches Programm anbot. Hochschulen im Vereinigten Königreich folgten. Jedoch blieb die Bedeutung des MBA – im Vergleich zum Bachelor und auch in absoluten Zahlen – noch gering. Erst seit den 1950er Jahren zeichnete sich eine curriculare Standardisierung und Profilbildung ab, durch die eine Reihe von Pflichtfächern wie Rechnungswesen und Finanzierung fest verankert wurde. Mit Beginn der 1970er Jahre wurde dem MBA-Studium von der amerikanischen Wirtschaftspresse vor dem Hintergrund der zunehmend schlechten Konjunktur, später der Ölkrise, eine negative Zukunft durch sinkende Studentenzahlen aufgrund mangelnder Nachfrage nach MBA-Absolventen prophezeit. Das Gegenteil trat ein und das Angebot an MBA-Programmen vervierfachte sich im Vergleich zum Vorjahrzehnt.
1989/90 begründeten der Wirtschaftswissenschaftler Rainer Marr und die Gesellschaft zur Förderung der Weiterbildung an der Universität der Bundeswehr München e. V. das erste MBA-Studium im Fernprogramm in Kooperation mit der Henley Business School im Vereinigten Königreich. Der erste rein deutsche MBA entstand 1990 an der MBA School, Universität des Saarlandes. In den 1970er Jahren hielten curriculare Innovationen wie Planspiele und Übungsfirmen Einzug in die Ausbildung. Seit den 1990er Jahren prägt die zunehmende Internationalisierung auch das Bild der MBA-Studiengänge. Kommunikative Fähigkeiten werden heute immer wichtiger.

## Unterscheidung zwischen EMBA und MBA
Im Gegensatz zum MBA richtet sich der EMBA an erfahrene Fach- oder Führungskräfte, welche sich vor allem im Managementbereich weiterbilden möchten. Der EMBA eignet sich speziell für Führungskräfte und Personen mit langjähriger Berufserfahrung, welche ihre betriebswirtschaftlichen Fähigkeiten und Kenntnisse vertiefen möchten. Die Zulassungsbedingungen für ein EMBA-Studium sind grundsätzlich strenger als für ein MBA-Studium. Die Kandidaten müssen mehr Berufs- und Führungserfahrung mitbringen als für ein MBA-Programm – grundsätzlich müssen fünf Jahre, in gewissen Fällen sogar zehn Jahre Führungserfahrung vorgewiesen werden. Gewisse Hochschulen bieten ein EMBA-Programm mit diversen Spezialisierungen an wie z. B. im Controlling, Marketing oder Accounting an. Der Altersdurchschnitt ist bei EMBA-Programmen meistens höher als beim MBA.

## Positionierung
Ein MBA-Programm ist als überwiegend generalistisches Managementstudium angelegt, das alle wesentlichen Managementfunktionen abdecken soll. Begrenzte Spezialisierungen sind zulässig. Zielgruppen dieser Programme sind unter anderem Ingenieure, Natur- und Geisteswissenschaftler, Juristen und Mediziner, die sich für Managementpositionen oder hohe Ämter im öffentlichen Dienst qualifizieren wollen. Seltener richtet es sich an Betriebswirte, die sich im vorangegangenen Studium mit anderen Schwerpunkten auseinandergesetzt haben.
Als Masterstudiengang ist ein MBA in Europa im System des Bologna-Prozesses in der zweiten Stufe des Studiensystems eingeordnet. In Deutschland bedeutet dies, dass dem MBA im Regelfall ein erster Studienabschluss (z. B. Bachelor) oder eine vergleichbare Qualifikation vorausgeht, eine Einordnung ins European Credit Transfer System erforderlich ist, der MBA mit einer Masterarbeit abzuschließen ist und die Vergleichbarkeit durch ein Diploma Supplement dokumentiert werden muss. Gemäß Kultusministerkonferenz-Beschluss vom 21. April 2005 müssen auch bei MBA-Studiengängen, da der Abschluss ein „Master“ ist und zur Promotion berechtigt, Gesamtstudienleistungen von mindestens fünf Jahren oder mindestens 300 ECTS nachgewiesen werden. Sehr viele MBA erfüllen das bezüglich der neuen Bachelorstudienabschlüsse (in der Regel mit nur 180 ECTS) nicht und befinden sich, da vorherige Akkreditierungen fünf Jahre gültig sind, in einer Übergangsphase.
Für das Verständnis von MBA-Programmen sind die 1997 entwickelten MBA Guidelines (Richtlinien) von zentraler Bedeutung. Sie wurden von Bildungsexperten und Akkreditierungsorganisationen aus 19 europäischen Ländern und den USA erarbeitet.
In Österreich sind MBA-Programme im Bereich der Weiterbildung (Universitätslehrgänge, Lehrgänge zur Weiterbildung an Fachhochschulen, Lehrgänge universitären Charakters) angesiedelt. Für den Zugang zu diesen „außerordentlichen“ Studien wird nicht zwangsweise ein abgeschlossenes ordentliches Studium vorausgesetzt; meist sind lediglich mehrere Jahre Berufspraxis bzw. die positive Absolvierung einer Aufnahmeprüfung gefordert. Der Studienaufwand für einen MBA-Lehrgang beträgt zumeist 60 bis 90 ECTS-Punkte, d. h., ohne vorangegangenes Studium liegt der Gesamtaufwand für einen derartigen Mastergrad bei etwa 60 bis 90 ECTS. Im Vergleich dazu erfordert ein typischer Bachelor-Abschluss, welcher die Zugangsvoraussetzung für ein „ordentliches“ Masterstudium darstellt, mindestens 180 ECTS. Die Mastergrade in der Weiterbildung sind daher nicht identisch mit den Mastergraden aufgrund des Abschlusses ordentlicher Studien (Masterstudien), auch wenn deren Titel zum Teil denselben Wortlaut haben. Beispielsweise ist mit Mastergraden in der Weiterbildung (z. B. MBA, MAS etc.) keine Zulassung zu einem Doktoratsstudium verbunden.

## Zulassungsbedingungen
Die Zulassungsbedingungen sind in den Hochschulen nicht einheitlich geregelt. Als formale Mindestvoraussetzung gelten meist ein abgeschlossenes Hochschulstudium (Bachelor- oder Diplomstudium) und einige Jahre Berufserfahrung. In manchen Hochschulen werden auch Bewerber ohne abgeschlossenes Studium zugelassen, sofern sie über substanzielle Managementerfahrung verfügen.
Üblich sind Bewerbungs- oder Motivationsschreiben, die an die Zulassungskommission oder an den Studiengangsleiter zu richten sind, sowie ein Aufnahmegespräch. An manchen Hochschulen sind auch ein Englischtest (TOEFL oder IELTS) sowie ein GMAT abzulegen. Seit einigen Jahren wird auch der Graduate Record Examination (GRE) von Hochschulen wie Stanford, MIT und Wharton, aber auch in Deutschland benutzt.

## Konzeption der MBA-Studiengänge

### Curriculum
Das Curriculum eines MBA-Studiums deckt alle funktionalen Managementfunktionen ab, insbesondere Rechnungswesen, Finanzwirtschaft, Marketing, Vertrieb, Produktionsmanagement, Informationstechnik, Wirtschaftsrecht und Personalmanagement. Weiterhin sollen Mikro- und Makroökonomie, Strategisches Management sowie wissenschaftliche Methodenlehre gelehrt werden. Von einem MBA-Programm wird erwartet, dass es nicht nur Kenntnisse und methodische Fertigkeiten vermittelt, sondern auch Führungsverhalten, unternehmerisches Denken, Verhandlungsgeschick und Kommunikationsfähigkeit trainiert.
Die international angelegte Studie Tomorrow’s MBA (November/Dezember 2010) zeigt einige neuere Trends auf: Viele Jahre lang lag der Fokus vieler MBA-Studierender auf den Branchen Finanzwirtschaft, Banken und Unternehmensberatung. Diese Präferenzen sind offenbar in Bewegung geraten. Unternehmensgründung zählt nun zu den fünf wichtigsten Themen für MBA-Studierende. Die anderen vier wichtigsten Themen sind Strategisches Management, Leadership, Menschenführung und Organisation.
Nur noch in Nordamerika sagen mehr als 50 Prozent der Befragten, dass sie ein traditionelles, zweijähriges MBA-Programm absolvieren wollen. Quer durch die Stichprobe zeigt sich der Wunsch, Arbeit und Studium stärker zu mischen.

### Sonderformen
Neben den generalistischen MBA-Programmen, die meist für die Unternehmensführung konzipiert sind, haben sich auch Programme mit Spezialisierungen in einzelnen Managementdisziplinen (z. B. Controlling & Finance, Nachhaltigkeitsmanagement u. a.) etabliert. Diese Programme richten sich an Personen, die eher eine Experten- als eine Managementfunktion anstreben. Daneben gibt es auch solche für Unternehmensgründer und mittelständische Unternehmer. Programme, die nicht als postgraduale Studien für Bewerber mit Berufserfahrung, sondern als Weiterführung eines Undergraduate-Studiums (sog. „Junior-MBA“) durchgeführt werden, entsprechen nicht den Empfehlungen der European Foundation for Management Development (EFMD), einer Akkreditierungsorganisation für Business-Schools, die dafür andere Abschlussbezeichnungen als MBA empfiehlt.

### Unterrichtsmethoden und Prüfungsleistungen
Für MBA-Programme charakteristisch ist die starke Betonung von Projektunterricht und Gruppenarbeiten sowie die Verwendung von Fallstudien. Wie in Masterstudiengängen üblich, ist am Ende des Studiums eine Masterarbeit zu verfassen und in einer mündlichen Abschlussprüfung zu verteidigen.

### Studienorganisation
Die Regelstudienzeit eines Vollzeitstudiums liegt zwischen einem und zwei Jahren, was 60 bis 120 ECTS-Punkten entspricht, wobei 60-ECTS-Programme nach einer Übergangszeit nur noch für Absolventen mit Diplom geeignet sind, da zur Mastergraduierung eines (deutschen) Bachelors 60 ECTS in der Regel nicht ausreichen. Das Studium wird aufgrund der charakteristischen Nachfrage aus den Reihen berufstätiger Akademiker meist berufsbegleitend in Form eines Teilzeitstudiums oder Fernstudiums mit Präsenzveranstaltungen, zum Teil verbunden mit einem Auslandsaufenthalt, angeboten. In dieser Form kann es bis zu drei Jahre dauern.

### Studiengebühren
MBA-Programme gelten als Weiterbildungsprogramme und sind daher in der Regel zur Gänze durch Studiengebühren finanziert. Je nach Anbieter variieren die Gebühren im deutschsprachigen Raum zwischen 1.000 Euro und 60.000 Euro für die gesamte Studiendauer. Der Durchschnittswert in Deutschland liegt bei rund 17.000 Euro. In anderen Ländern sind bei renommierten Hochschulen noch wesentlich höhere Studiengebühren üblich. Zum Beispiel gibt Harvard auf seiner Seite an, dass das Vollzeit MBA-Programm zirka 73.000 Dollar pro Jahr kostet (2019/20). Deutlich über dem Durchschnitt liegen die Studiengebühren in der Schweiz. Das bekannte International Institute for Management Development verlangt Studiengebühren von über 100.000 Schweizer Franken. Führende staatliche wie private Anbieter, die Universität St. Gallen, das Lorange Institute of Business von Peter Lorange oder die Universität Zürich kalkulieren für ihre MBA-Programme zwischen 60.000 und 70.000 Schweizer Franken.

## Qualitätssicherung durch Akkreditierung
Zur Beurteilung, ob ein MBA-Programm bestimmte qualitative Mindestanforderungen erfüllt, ist in vielen Ländern eine Akkreditierung erforderlich, oder die Anbieter unterziehen sich freiwillig einer solchen. In den Akkreditierungsverfahren wird anhand definierter, international kompatibler Standards von unabhängigen Organen geprüft, ob die Institution und ihre Studiengänge qualitative Mindestanforderungen erfüllen. Die Anforderungen der Akkreditierungseinrichtungen unterscheiden sich allerdings zum Teil beträchtlich.
Für die Akkreditierung von Business Schools bzw. MBA-Programmen sind folgende Einrichtungen von internationaler Bedeutung:
- EQUIS
- AACSB
- AMBA

Bei Business Schools, die alle drei wichtigen Akkreditierungen besitzen, spricht man von Triple Crown.

### Akkreditierung in der Schweiz
In der Schweiz ist die Schweizerische Agentur für Akkreditierung und Qualitätssicherung AAQ für die Akkreditierung von Hochschulen und universitären Studiengängen zuständig. Die AAQ führt Programmakkreditierungen an Schweizer Hochschulen durch. Programmakkreditierungen überprüfen Bachelor- und Masterstudiengänge sowie Weiterbildungsangebote wie MAS, MBA oder EMBA und sind in der Schweiz freiwillig. Voraussetzung für eine Programmakkreditierung nach dem Hochschulförderungs- und -koordinationsgesetz HFKG ist, dass die betreffende Hochschule institutionell akkreditiert ist. Entscheidinstanz für die Akkreditierung nach HFKG ist der Schweizerische Akkreditierungsrat.

### Akkreditierung in Deutschland
In Deutschland gelten MBA-Programme als Weiterbildungsstudiengänge. In vielen Bundesländern bedeutet dies, dass die Finanzierung ausschließlich oder vorwiegend durch Studiengebühren erfolgt. Die Akkreditierung erfolgt durch vom Akkreditierungsrat anerkannte Akkreditierungsagenturen, wobei die Akkreditierung durch mehrere Agenturen gleichzeitig erfolgen kann. Derzeit (13. Juni 2021) gibt es zehn anerkannte Agenturen: AAQ, ACQUIN, AHPGS, AKAST, AQ Austria, AQAS, ASIIN, evalag, FIBAA und ZEvA. Die Aussagekraft der Akkreditierung ist jedoch beschränkt, weil der Abschluss MBA im deutschen Hochschulrecht nicht genau definiert ist und die Leitlinien European MBA Guidelines der EFMD in Deutschland nicht bindend sind. Auf diese Weise können Sonderformen als MBA akkreditiert werden, für die die EFMD andere Abschlussbezeichnungen als MBA empfiehlt.

### Akkreditierung in Österreich
In Österreich erfolgte die Akkreditierung bei MBA-Studiengängen an Privatuniversitäten bis 2012 durch den Österreichischen Akkreditierungsrat. Seither ist die Agentur für Qualitätssicherung und Akkreditierung Austria (AQ Austria) zuständig. Derzeit sind MBA-Programme von drei Privatuniversitäten und einer Fachhochschule akkreditiert (FH Burgenland, Modul University Vienna, Privatuniversität Schloss Seeburg und Webster Vienna Private University).
Staatliche Universitäten in Österreich müssen ihre Programme nicht akkreditieren lassen, unterziehen sich manchmal aber freiwillig einem Akkreditierungsverfahren. So sind manche MBA-Programme der Executive Academy der WU Wien von AACSB, EQUIS oder FIBAA akkreditiert. FIBAA-Akkreditierungen besitzen ebenso die Programme der LIMAK Austrian Business School in Linz, der Montanuniversität Leoben, der SMBS, des Continuing Education Centers der TU Wien, des International Management Center Graz der Universität Graz, der MBA-Studiengang der FH-Wien sowie einige Programme der Donau-Universität Krems. MBA-Programme werden auch von der Johannes Kepler Universität Linz und von der Universität Klagenfurt angeboten, die auf ihrer Website allerdings keine Angaben über eventuell vorhandene Akkreditierungen machen.
Weiters gab es in Österreich noch Programme von nichthochschulischen Anbietern in Form von so genannten Lehrgängen universitären Charakters, die durch ministerielle Verordnung und ohne Akkreditierungserfordernis eingerichtet waren. Diese Lehrgänge konnten nur bis 2012 betrieben werden, einige dieser Institute bieten ihre MBA-Programme seither in Kooperationen mit österreichischen oder ausländischen Hochschulen an. Auch unter diesen Anbietern gibt es einige, die sich freiwillig einer Akkreditierung, meist durch die FIBAA, unterziehen. Auch einige ausländische Hochschulen bieten MBA-Programme in Österreich an und vergeben dann Abschlüsse ihrer Heimatländer.

## Hochschulrankings
Von verschiedenen Medien, beispielsweise Financial Times, The Wall Street Journal oder The Economist, werden regelmäßig Ranglisten veröffentlicht. Die zugrunde liegenden Kriterien sind je nach Quelle sehr unterschiedlich und auch umstritten. Kritisiert wird vor allem, dass das bei weitem gewichtigste Kriterium in den Rankings die Einkommensentwicklung der Absolventen in den Jahren nach Beendigung des Studienganges ist. Dies führt zu dem paradoxen Effekt, dass MBA-Studiengänge, die sich an junge Hochschulabsolventen mit geringer Berufserfahrung wenden, tendenziell höhere Chancen auf eine vordere Platzierung haben als solche Programme, deren Zielgruppe bereits erfahrene Manager mit gutem Einkommen sind. Verzerrungen ergeben sich ebenfalls, wenn gezielt Studierende aus der Dritten Welt angeworben werden, die nach Abschluss des MBA am Studienort ein wesentlich höheres Einkommen erzielen.
Im Jahr 2005 trat die Harvard Business School von sämtlichen MBA-Rankings zurück, da einige auch renommierte MBA-Schulen zweifelhafte und gefälschte Absolventenstatistiken veröffentlichten, um so eine große Anzahl von Bewerbern zu bekommen.

## Branchen und Einsatzbereiche
Die Branche Consulting liegt bei MBA-Absolventen vorn. Auch Marketing, Produktmanagement, Projektmanagement sowie Unternehmensplanung liegen hoch im Kurs.

## Frauenanteil
In den jährlichen Global MBA Rankings der Financial Times wird auch der Frauenanteil der gelisteten Hochschulen aufgeführt. Aufgetrennt nach dem Anteil der Frauen in Lehre, Studium und Beirat (advisory board) fließen die Zahlen in einem gewissen Umfang in die Bewertung ein, so dass die Hochschulen durch einen höheren Frauenanteil im Ranking profitieren. Auf die weltweite Bekanntgabe ihres Frauenanteils reagieren die Hochschulen dabei durchaus sensibel, zumal viele von ihnen als private Einrichtungen auf Sponsoren angewiesen sind. Laut Financial Times bemühen sich derzeit viele Universitäten und Business Schools, den Frauenanteil unter den Studierenden in ihren MBA-Programmen zu erhöhen.

## Kritik am MBA-Abschluss
Während der MBA-Abschluss früher gerade wegen seiner Karriereförderlichkeit ganz überwiegend hoch angesehen war, mehrt sich in den letzten Jahren die Kritik. So hält etwa Thomas Sattelberger, ehemaliger Personalvorstand der Deutschen Telekom, MBA-Programme für „Vehikel des Finanzkapitalismus“. Vor allem die US-amerikanischen Business Schools, welche auch die europäischen Business Schools geprägt hätten, seien das ideologische Transportvehikel des Finanzkapitalismus. Sie seien einseitig ausgerichtet auf die ökonomische Theorie effizienter, sich selbst steuernder Märkte. Dieser Irrglauben, gemischt mit Habgier, habe zu den Exzessen mit Schrottanleihen, zur Modellierung toxischer Produkte, aber auch zu Maßlosigkeit in der Vergütungspolitik geführt.

## Trivia
Im Jahr 2005 berichtete die Deutsche Welle unter dem Titel Doktorhütchen im Schnellverfahren, dass in Texas ein MBA-Titel einer Katze verliehen wurde, die allerdings Jerry Pappert gehörte, dem damaligen Generalstaatsanwalt von Pennsylvania und zugleich einem „ehrgeizigen Bekämpfer“ der sog. degree mills.